# Krzyżulec (budownictwo)
Krzyżulec – ukośny element konstrukcji kratownicy. Przenosi obciążenia rozciągające lub ściskające.